# Laikus
Laikusnak nevezik azt a személyt, aki valamely tudományban vagy szakmában járatlan, ahhoz nem ért.
A szó szűkebb, eredeti értelmében, a római katolikus egyház szervezete szerint laikus az a keresztény, aki nem tagja a klérusnak (tehát nem diakónus, áldozópap vagy püspök).

## Etimológia
A szó a latin laicus (= a köznéphez tartozó, világi) nyomán a görög laikosz (λαϊκός) megfelelője, amely a görög laosz (λαός = nép) szóból ered.

## Kereszténység
A laikusok és klerikusok közötti alapvető különbség a szent rend elnyeréséből fakad, így is kifejezi a személy egyházon belüli jogi státuszát. Keresztény értelemben jelenti az Isten népéhez való tartozást, de egyben megkülönböztetés is a nép felszentelt pásztoraitól. 
Laikussá az ember a keresztelés által lesz. Laikussá válik az a személy is, aki korábban klerikus volt, de laicizálták, azaz aki klerikusi állapotát valamilyen okból elveszítette.
Az első keresztények között nem voltak még laikusok és klerikusok, nem voltak tisztviselők (a súlyuk igen kicsi volt), a hívők nem gondoltak valamiféle szilárd szervezeti keret létrehozására, mert igen közelinek vélték a világ végét. Az újszövetségi egyetemes papság képzete, amely szerint minden hívő ember pap is a 2. században még eleven volt, ám fokozatosan háttérbe szorult. A papságfogalom meghonosodása következtében tettek határozottan különbséget a klérus és a laikus többség között.
Az egyházi rend éles megkülönböztetése a laikusokról az egyik lényeges különbség a katolicizmus és a protestantizmus között. A protestánsok többsége a hívek egyetemes papságát vallja ma is.